# Journal of the American Medical Association
Journal of the American Medical Association, JAMA – tygodnik wydawany przez Amerykańskie Towarzystwo Medyczne.
Od stycznia 1999 spółka Warszawa Publishing (filia Praha Communications) wydaje polską edycję pisma, jako miesięcznik. Wcześniej, w latach 1990–1993, polska wersja była wydawana w formie kwartalnika przez Fundację Lekarzy Polskich Pro Medica.
Według filadelfijskiego Instytutu Informacji Naukowej w 2014 wskaźnik cytowań czasopisma wyniósł 35 289.